# Communauté de communes de la Vallée de l'Oise
La Communauté de communes de la Vallée de l'Oise est une ancienne structure intercommunale française, située dans le département de l'Aisne.

## Historique
Les six communes de Berthenicourt, Brissy-Hamégicourt, Mézières-sur-Oise, Moÿ-de-l'Aisne, Ribemont et Sissy créent en 1965 le District Rural de la Vallée de l’Oise . Ce district avait comme compétences l’aménagement de la Vallée de l’Oise, l’assainissement, la voirie et les problèmes scolaires.
D'autres communes ont adhéré à ce district : Séry-lès-Mézières (1966), Brissay-Choigny (1968), Essigny-le-Grand (1969), Itancourt et Benay (1970), Châtillon-sur-Oise et Villers-le-Sec (1971), Cerizy (1972), et Regny (1975).
Le district se transforme en  Communauté de communes de la Vallée de l'Oise en 2000 et voit l'adhésion de Chevresis-Monceau, La Ferté-Chevresis, Parpeville, Pleine-Selve, Remigny, Renansart, Surfontaine.
La communauté s'étend à Gibercourt et Ly-Fontaine en 2002, à Urvillers et Vendeuil en 2005 et Alaincourt en 2008.
En 2011, en application de la loi sur la réforme des collectivités territoriales de 2010, la CDCI décide la fusion de la petite intercommunalité voisine, qui ne comptait que quatre membres, avec celle de la Vallée de l'Oise.
Le 1er janvier 2014, la Communauté de communes du Val d'Origny et la communauté de communes de la Vallée de l'Oise ont été regroupées dans une nouvelle structure intercommunale, la communauté de communes du Val de l'Oise.

## Territoire communautaire

### Composition
La communauté de communes était composée des 28 communes suivantes :
| Nom                    | Code Insee | Gentilé                     | Superficie (km2) | Population (dernière pop. légale) | Densité (hab./km2) |
| ---------------------- | ---------- | --------------------------- | ---------------- | --------------------------------- | ------------------ |
| Moÿ-de-l'Aisne (siège) | 02532      | Mouysiens ou Moyacois       | 6,26             | 978 (2014)                        | 156                |
| Alaincourt             | 02009      | Alaincourtois               | 5,90             | 538 (2014)                        | 91                 |
| Benay                  | 02066      | Benaysiens                  | 6,81             | 211 (2014)                        | 31                 |
| Berthenicourt          | 02075      | Berthenicourtois            | 3,07             | 203 (2013)                        | 66                 |
| Brissay-Choigny        | 02123      | Brissiliens                 | 8,98             | 293 (2014)                        | 33                 |
| Brissy-Hamégicourt     | 02124      | Brissy-Hamégicourtois       | 12,38            | 652 (2014)                        | 53                 |
| Cerizy                 | 02149      | Cerisyacois                 | 4,00             | 65 (2014)                         | 16                 |
| Châtillon-sur-Oise     | 02170      | Châtillonnais               | 2,62             | 127 (2014)                        | 48                 |
| Chevresis-Monceau      | 02184      | Chevrésiens                 | 16,85            | 369 (2014)                        | 22                 |
| Essigny-le-Grand       | 02287      | Essignaquois                | 13,38            | 1 073 (2014)                      | 80                 |
| Gibercourt             | 02345      | Gibercourtois               | 2,69             | 45 (2014)                         | 17                 |
| Hinacourt              | 02380      | Hinacourtois                | 3,09             | 30 (2014)                         | 9,7                |
| Itancourt              | 02387      | Itancourtois                | 7,11             | 1 052 (2014)                      | 148                |
| La Ferté-Chevresis     | 02306      | Fertois                     | 23,92            | 565 (2014)                        | 24                 |
| Ly-Fontaine            | 02446      | Ly-Fontains ou Linifontains | 3,47             | 128 (2014)                        | 37                 |
| Mézières-sur-Oise      | 02483      | Macériens                   | 9,59             | 527 (2014)                        | 55                 |
| Parpeville             | 02592      | Parpevillois                | 15,82            | 209 (2014)                        | 13                 |
| Pleine-Selve           | 02605      | Selvois                     | 6,05             | 165 (2014)                        | 27                 |
| Regny                  | 02636      | Regniaquois                 | 11,89            | 203 (2014)                        | 17                 |
| Remigny                | 02639      | Remignois                   | 10,07            | 375 (2014)                        | 37                 |
| Renansart              | 02640      | Renansartois                | 8,71             | 172 (2014)                        | 20                 |
| Ribemont               | 02648      | Ribemontois                 | 26,91            | 1 968 (2014)                      | 73                 |
| Séry-lès-Mézières      | 02717      | Sérysiens                   | 11,51            | 612 (2014)                        | 53                 |
| Sissy                  | 02721      | Sissiaquois                 | 10,76            | 477 (2014)                        | 44                 |
| Surfontaine            | 02732      | Surfontainois               | 6,38             | 100 (2014)                        | 16                 |
| Urvillers              | 02756      | Urvillois                   | 13,69            | 627 (2014)                        | 46                 |
| Vendeuil               | 02775      | Vendeuillois                | 14,45            | 938 (2014)                        | 65                 |
| Villers-le-Sec         | 02813      | Villeriens                  | 10,57            | 301 (2014)                        | 28                 |

### Démographie
| 1968   | 1975   | 1982   | 1990   | 1999   | 2006   | 2008   |
| ------ | ------ | ------ | ------ | ------ | ------ | ------ |
| 13 202 | 12 587 | 12 925 | 13 411 | 13 011 | 12 953 | 13 126 |

## Administration

### Liste des présidents successifs
District.
| Période | Période | Identité      | Étiquette | Qualité                    |
| ------- | ------- | ------------- | --------- | -------------------------- |
| 1965    | 1977    | Jean Louis    |           | Maire de Mézières-sur-Oise |
| 1977    | 1995    | Jean Gabin    |           |                            |
| 1995    | 2000    | Pierre Bidaux |           |                            |

Communauté de communes.
| Période | Période          | Identité               | Étiquette | Qualité              |
| ------- | ---------------- | ---------------------- | --------- | -------------------- |
| 2000    | 2001             | Pierre Bidaux          |           |                      |
| 2001    | 2008             | Vincent Vansteenberghe |           |                      |
| 2008    | 31 décembre 2013 | Didier Beauvais        |           | Maire de Surfontaine |